# 掸邦重建委员会
掸邦重建委员会（英語：Restoration Council of Shan State，缩写RCSS）是缅甸掸邦的一个掸族政治组织，由掸族军事领导人昭耀世于1996年建立。该组织的武装翼南掸邦军已和缅甸政府签署了停火协议。